# Robert L. Eichelberger
Robert Lawrence Eichelberger (9 de março de 1886 – 26 de setembro de 1961) foi um general do Exército dos Estados Unidos, que comandou o 8º Exército na Aérea sudoeste do Pacífico durante a Segunda Guerra Mundial. Seu exército esteve entre os primeiros a combater os japoneses no Teatro de Operações do Pacífico.